# J.League 1998
Die J.League 1998 war die sechste Spielzeit der japanischen J.League. An ihr nahmen achtzehn Vereine teil. Die reguläre Saison wurde in zwei Halbserien ausgetragen und begann am 21. März 1998. Nach dem Ende der zweiten Halbserie am 14. November 1998 spielten die Sieger der beiden Halbserien, Júbilo Iwata und Kashima Antlers, in zwei Spielen um den japanischen Meistertitel. Diese Endspiele wurden nach der regulären Saison am 21. und 28. November ausgetragen. Beide Spiele wurden vom Vorjahresfinalisten Kashima gegen den amtierenden Meister aus Iwata mit 2:1 gewonnen; für das Team aus dem Osten der Region Kantō war es der zweite Ligatitel insgesamt.
Nach Ende der Saison fanden zudem aufgrund der Gründung einer zweiten Division der J.League zur Saison 1999 einmalig Abstiegsplayoffs statt. In den Finalspielen standen sich Aufsteiger Consadole Sapporo und Avispa Fukuoka gegenüber; durch zwei Siege verblieb Avispa in der Liga, während Consadole nach nur einem Jahr wieder zurück in die Zweitklassigkeit geschickt wurde.

## Modus
Wie in der Vorsaison standen sich die Vereine zweimal, also je einmal zuhause und einmal auswärts, gegenüber, allerdings wurden beide Halbserien als getrennte Meisterschaften gewertet. Es gab keine Unentschieden; bei Gleichstand nach 90 Minuten wurde die Spielzeit um zweimal fünfzehn Minuten verlängert, wobei die Golden-Goal-Regel zur Anwendung kam. Stand es danach immer noch unentschieden, wurde der Sieger des Spieles durch Elfmeterschießen bestimmt.
Punkte wurden nur für gewonnene Spiele vergeben. Für einen Sieg nach regulärer Spielzeit gab es drei, für einen Sieg in der Verlängerung zwei Punkte. Der Sieger nach Elfmeterschießen erhielt einen Zähler. Die Tabelle einer jeden Halbserie wurde also nach den folgenden Kriterien erstellt:
1. Anzahl der erzielten Punkte
2. Tordifferenz
3. Erzielte Tore
4. Ergebnisse der Spiele untereinander
5. Entscheidungsspiel oder Münzwurf

Nach Ende einer Halbserie qualifizierte sich der Verein mit den meisten Punkten für die Endspiele um die japanische Meisterschaft. Der Sieger der Endspiele qualifizierte sich als japanischer Meister für die Asian Club Championship 1999/2000.
Durch die erneute Aufstockung von 17 auf 18 Mannschaften änderte sich abermals die Anzahl der zu absolvierenden Partien pro Team; statt 32 waren nun 34 Spiele auszutragen.

## Teilnehmer
Insgesamt nahmen achtzehn Mannschaften an der Spielzeit teil. Zusätzlich zu den 17 Vereinen der Vorsaison stieg Consadole Sapporo als Meister der Japan Football League 1997 auf. Der Verein von der Insel Hokkaidō war das erste Team der J.League, welches aus einer Präfektur nördlich der Metropolregion Tokio aufgenommen wurde.
| Verein               | Stadt/Region         |
| -------------------- | -------------------- |
| Avispa Fukuoka       | Fukuoka, Fukuoka     |
| Bellmare Hiratsuka   | Hiratsuka, Kanagawa  |
| Cerezo Osaka         | Osaka, Osaka         |
| Consadole Sapporo    | Sapporo, Hokkaidō    |
| Gamba Osaka          | Suita, Osaka         |
| JEF United Ichihara  | Ichihara, Chiba      |
| Júbilo Iwata         | Iwata, Shizuoka      |
| Kashima Antlers      | Kashima, Ibaraki     |
| Kashiwa Reysol       | Kashiwa, Chiba       |
| Kyoto Purple Sanga   | Kyōto, Kyōto         |
| Nagoya Grampus Eight | Nagoya, Aichi        |
| Sanfrecce Hiroshima  | Hiroshima, Hiroshima |
| Shimizu S-Pulse      | Shizuoka, Shizuoka   |
| Urawa Red Diamonds   | Urawa, Saitama       |
| Verdy Kawasaki       | Kawasaki, Kanagawa   |
| Vissel Kōbe          | Kōbe, Hyōgo          |
| Yokohama Flügels     | Yokohama, Kanagawa   |
| Yokohama Marinos     | Yokohama, Kanagawa   |

## Trainer
| Verein               | Cheftrainer                               |
| -------------------- | ----------------------------------------- |
| Consadole Sapporo    | Hugo Fernández → Hajime Ishii             |
| Kashima Antlers      | João Carlos → Takashi Sekizuka → Zé Mário |
| Urawa Reds           | Hiromi Hara                               |
| JEF United Ichihara  | Jan Versleijen                            |
| Kashiwa Reysol       | Akira Nishino                             |
| Verdy Kawasaki       | Nicanor de Carvalho → Ryōichi Kawakatsu   |
| Yokohama Marinos     | Xabier Azkargorta → Antonio de la Cruz    |
| Yokohama Flügels     | Carles Rexach → Gert Engels               |
| Bellmare Hiratsuka   | Shigeharu Ueki                            |
| Shimizu S-Pulse      | Osvaldo Ardiles                           |
| Júbilo Iwata         | Valmir Louruz                             |
| Nagoya Grampus Eight | Kōji Tanaka                               |
| Kyoto Purple Sanga   | Hans Ooft → Hidehiko Shimizu              |
| Gamba Osaka          | Friedrich Koncilia → Frédéric Antonetti   |
| Cerezo Osaka         | Yasutarō Matsuki                          |
| Vissel Kobe          | Benito Floro → Harumi Kōri                |
| Sanfrecce Hiroshima  | Eddie Thomson                             |
| Avispa Fukuoka       | Takaji Mori                               |

## Spieler
| Verein               | Spieler |
| -------------------- | --- |
| Consadole Sapporo    | Dido (34/0), Ryūji Tabuchi (31/0), Pereira (11/0), Satoshi Kajino (23/1), Takashi Kiyama (16/0), Takamitsu Ōta (14/2), Yoshikazu Gotō (25/1), Walter (21/3), Valdes (31/21), Maradona (28/5), Kenji Arima (10/2), Tomotaka Fukagawa (24/2), Tsuyoshi Furukawa (22/0), Tatsuya Murata (18/1), Kenji Kikawada (20/1), Hiromasa Suguri (20/1), Kōta Yoshihara (34/11), Taku Watanabe (14/1), Yoshifumi Ōno (17/1), Hiromasa Tokioka (8/0), Nobuhito Toriizuka (10/0), Shin Tanada (8/3), Shōji Nonoshita (3/0), Kōji Seki (4/0) |
| Kashima Antlers      | Masaaki Furukawa (9/0), Jorginho (17/2), Yutaka Akita (32/3), Ryōsuke Okuno (29/0), Naruyuki Naitō (28/1), Yasuto Honda (21/0), Naoki Sōma (34/1), Mazinho (24/9), Takayuki Suzuki (3/1), Bismarck (30/6), Yoshiyuki Hasegawa (26/14), Atsushi Yanagisawa (32/22), Tadatoshi Masuda (16/4), Ichiei Muroi (8/0), Toshiyuki Abe (23/1), Masafumi Mizuki (6/0), Kōji Kumagai (4/2), Yōhei Satō (2/0), Akira Narahashi (33/5), Masashi Motoyama (1/0), Kōji Nakata (5/1), Mitsuo Ogasawara (5/0), Daijirō Takakuwa (24/0), Yasuo Manaka (21/6) |
| Urawa Reds           | Hisashi Tsuchida (17/0), Nobuhisa Yamada (34/0), Tsutomu Nishino (27/2), Masaki Tsuchihashi (20/0), Nijhuis (11/2), Zappella (21/3), Petrovic (27/2), Masayuki Okano (34/7), Osamu Hirose (23/0), Masahiro Fukuda (17/7), Yasushi Fukunaga (31/4), Beguiristain (30/9), Takafumi Hori (4/1), Kenji Ōshiba (30/14), Yūki Takita (17/0), Yūichirō Nagai (3/0), Nobuyasu Ikeda (6/0), Naoto Sakurai (5/0), Toshiya Ishii (32/1), Shinji Jōjō (22/0), Akihiro Tabata (5/0), Yoshinori Taguchi (1/0), Atsuo Watanabe (10/0), Shinji Ono (27/9) |
| JEF United Ichihara  | Ken’ichi Shimokawa (32/0), Eisuke Nakanishi (22/2), Shin’ichi Mutō (32/3), Scholten (33/2), Satoshi Yamaguchi (30/1), Tomoyuki Sakai (25/0), Kim Dae-eui (4/0), Yoshikazu Nonomura (23/3), Nobuhiro Takeda (33/13), Maslovar (27/8), Atsuhiko Ejiri (30/3), Hirotoshi Yokoyama (11/0), Kazuhiro Suzuki (19/1), Takayuki Chano (25/0), Nozomi Hiroyama (30/7), Katsushi Kurihara (10/0), Naoki Matsushita (5/0), Terumasa Kin (9/1), Atsushi Shirai (2/0), Kōhei Inoue (4/0), Shinji Murai (4/1), Ryōhei Nishiwaki (5/2), Bingley (11/0), Yūki Abe (1/0), Ichizō Nakata (5/0), Takayuki Suzuki (7/0) |
| Kashiwa Reysol       | Yōichi Doi (8/0), Kentarō Sawada (30/1), Marcao (1/0), Takeshi Watanabe (33/2), Takahiro Shimotaira (25/0), Kentarō Ishikawa (2/0), Silva (10/2), Bentinho (19/13), Shin Tanada (5/0), Duda (5/3), Basilio (27/6), Nozomu Katō (34/8), Naoki Sakai (27/5), Harutaka Ōno (28/2), Shigenori Hagimura (26/1), Takashi Kojima (1/0), Mitsuteru Watanabe (15/3), Tomokazu Myōjin (28/0), Tomohiro Katanosaka (27/0), Hideaki Kitajima (9/2), Dai Satō (4/0), Yūta Minami (22/0), Tōru Irie (19/0), Takumi Morikawa (20/0), Tarō Hasegawa (1/0), Stoitchkov (16/8), Buiu (3/0) |
| Verdy Kawasaki       | Shinkichi Kikuchi (33/0), Moacir (26/0), Henrique (20/0), Kentarō Hayashi (3/0), Daniel (5/0), Tetsuji Hashiratani (28/1), Tadashi Nakamura (31/1), Masakiyo Maezono (22/3), Tsuyoshi Kitazawa (34/5), Euller (16/12), Ruy Ramos (29/0), Kazuyoshi Miura (28/5), Fernando (10/5), Edwin (2/0), Yasutoshi Miura (16/0), Toshimi Kikuchi (9/0), Takayuki Yamaguchi (15/2), Takuya Takagi (22/9), Keiji Ishizuka (10/1), Kenji Honnami (1/0), Takuya Yamada (7/0), Atsushi Yoneyama (15/0), Shintetsu Gen (2/0), Tomo Sugawara (12/1), Michiyasu Osada (5/0), Yukio Tsuchiya (14/0), Mitsunori Yabuta (11/0), Masakazu Senuma (3/0), Kōsaku Masuda (3/0), Yukinori Shigeta (2/0), Jun’ichi Watanabe (5/0)                    |
| Yokohama Marinos     | Yoshikatsu Kawaguchi (34/0), Katsuo Kanda (19/0), Takehito Suzuki (13/0), Masami Ihara (27/0), Norio Omura (32/3), Yoshiharu Ueno (32/3), Salinas (21/13), Satoru Noda (27/0), Shōji Jō (31/25), Baldivieso (32/10), Fumitake Miura (18/5), Masahiro Fukazawa (7/1), Naoki Matsuda (12/0), Yoshiaki Maruyama (4/0), Ryūji Michiki (18/0), Akihiro Endō (16/1), Yoshito Terakawa (11/0), Kazunari Okayama (5/0), Seiji Koga (3/0), Tomokazu Hirama (13/0), Shunsuke Nakamura (33/9), Ryōsuke Kijima (2/0), Petkovic (1/0), Goikoetxea (23/0), Sōtarō Yasunaga (19/6) |
| Yokohama Flügels     | Seigō Narazaki (34/0), Kazuki Satō (19/3), Norihiro Satsukawa (32/0), Jin Satō (14/1), Motohiro Yamaguchi (34/7), Atsuhiro Miura (32/10), Takeo Harada (22/0), Sampaio (28/2), Takayuki Yoshida (20/5), Hideki Nagai (32/12), Hiroki Hattori (11/1), Yasuhiro Hato (16/0), Kōji Maeda (24/1), Shōji Nonoshita (8/0), Haruki Seto (20/0), Seiichirō Okuno (3/0), Takahiro Ōkubo (5/0), Takashi Sakurai (1/0), Yoshikiyo Kuboyama (10/3), Yūki Inoue (9/0), Hideyuki Ujiie (9/1), Yasuhito Endō (16/1), Hideo Ōshima (6/0), Anderson (14/3), Lediakhov (23/15), Futre (13/3) |
| Bellmare Hiratsuka   | Nobuyuki Kojima (34/0), Hironari Iwamoto (28/2), Satoshi Tsunami (5/0), Claudio (29/6), Kazuaki Tasaka (33/0), Hiroaki Kumon (23/0), Hidetoshi Nakata (12/3), Yoshihiro Natsuka (27/0), Kōji Seki (7/0), Wagner Lopes (29/18), Ricardinho (27/11), Tetsuya Takada (18/0), Hiroshi Sakai (3/0), Masato Harasaki (8/1), Teppei Nishiyama (24/2), Tomoaki Matsukawa (28/3), Takashi Miki (13/0), Daisuke Tonoike (8/1), Hong Myung-bo (32/0), Takuya Kawaguchi (6/0), Tomoyoshi Ono (2/0), Manabu Komatsubara (3/0), Yasuyuki Moriyama (4/0), Badea (8/0), Jirō Hiratsuka (2/0), Yasunori Takada (13/0), Keisuke Kurihara (16/5), Kōhei Usui (9/0)                                                                           |
| Shimizu S-Pulse      | Masanori Sanada (34/0), Toshihide Saitō (33/0), Masahiro Andō (30/2), Takumi Horiike (1/0), Santos (30/4), Katsumi Ōenoki (30/1), Teruyoshi Itō (34/5), Oliva (27/21), Kenta Hasegawa (31/9), Masaaki Sawanobori (32/10), Ryūzō Morioka (26/0), Fabinho (19/5), Tadaaki Matsubara (3/0), Kazuyuki Toda (34/0), Alex (26/10), Junji Nishizawa (26/1), Hiroyuki Ishida (2/0), Daisuke Ichikawa (20/1), Kōhei Hiramatsu (5/0), Yūzō Wada (13/0) |
| Júbilo Iwata         | Hideto Suzuki (20/1), Masahiro Endō (6/0), Adilson (23/5), Makoto Tanaka (32/2), Toshihiro Hattori (32/1), Hiroshi Nanami (33/7), Dunga (28/6), Masashi Nakayama (27/36), Toshiya Fujita (33/17), Alessandro (9/3), Dedimar (4/1), Tomoaki Ōgami (34/0), Nobuo Kawaguchi (20/3), Takahiro Yamanishi (13/0), Akira Konno (4/0), Norihisa Shimizu (4/1), Naohiro Takahara (20/5), Kiyokazu Kudō (9/0), Takashi Fukunishi (22/2), Yasushi Kita (7/0), Takuma Koga (30/2), Daisuke Oku (32/12) |
| Nagoya Grampus Eight | Yūji Itō (29/0), Gō Ōiwa (32/2), Kazuhisa Iijima (12/0), Torres (24/0), Allou (10/4), Valdo (10/2), Oulida (16/4), Tetsuya Asano (23/2), Shigeyoshi Mochizuki (34/2), Stojkovic (28/7), Takashi Hirano (30/8), Kōji Noguchi (13/6), Masahiro Koga (21/0), Masaharu Suzuki (1/0), Kazumasa Kawano (6/0), Kenji Fukuda (33/16), Takafumi Ogura (13/1), Suguru Itō (7/1), Tetsuya Okayama (30/14), Masayuki Ōmori (7/0), Yūsuke Nakatani (26/0), Kunihiko Takizawa (1/0), Kō Ishikawa (33/0) |
| Kyoto Purple Sanga   | Shigetatsu Matsunaga (34/0), Hiroshi Noguchi (25/1), Naoto Ōtake (31/1), Junior (27/0), Teruo Iwamoto (33/8), Hajime Moriyasu (32/1), Takahiro Yamada (29/1), Hisashi Kurosaki (27/13), Silas (30/5), Shinji Fujiyoshi (6/0), Shinsuke Shiotani (15/0), Masaki Ogawa (31/1), Edmilson (31/12), Shōkichi Satō (7/0), Yasunari Hiraoka (2/0), Kensaku Ōmori (14/0), Taijirō Kurita (9/0), Shin’ya Mitsuoka (24/2), Tatsuma Yoshida (5/0), Hiroyasu Kawakatsu (8/1), Takehito Suzuki (8/1), Keiju Karashima (1/0) |
| Gamba Osaka          | Hayato Okanaka (33/0), Ken’ichirō Tokura (5/0), Daisuke Saitō (18/0), Noritada Saneyoshi (34/0), Babunski (1/0), Dambury (22/2), Jun’ichi Inamoto (28/6), Naoki Hiraoka (26/1), Mboma (6/4), Drobnjak (18/8), Krupni (13/2), Masanobu Matsunami (25/1), Ryōta Tsuzuki (1/0), Hiromi Kojima (34/17), Shigeru Morioka (13/0), Masao Kiba (21/0), Daiju Matsumoto (7/0), Tōru Araiba (30/0), Yūzō Funakoshi (1/0), Kōjirō Kaimoto (13/0), Tsuneyasu Miyamoto (32/0), Hitoshi Morishita (27/1), Yūji Hironaga (26/3), Eiji Hanayama (1/0), Kōhei Hayashi (7/0), Shingi Ono (6/0), Ryūji Bando (13/2), Karic (7/0) |
| Cerezo Osaka         | Seigo Shimokawa (34/0), Masanori Kizawa (13/0), Hiroyuki Inagaki (12/0), Hiroyuki Shirai (21/0), Kazunari Koga (1/0), Shigeki Kurata (18/0), Makoto Yonekura (3/1), Hiroaki Morishima (29/18), Manic (17/6), Akinori Nishizawa (32/7), Ko Jeong-woon (12/0), Takayuki Yokoyama (24/4), Tadahiro Akiba (5/0), Toshihiro Uchida (2/0), Toshinobu Katsuya (14/0), Katsutoshi Dōmori (18/0), Ha Seok-ju (17/2), Tarō Urabe (8/0), Kazuo Shimizu (17/1), Yoshinari Hyakutake (6/0), Masaya Nishitani (19/4), Takahiro Sasaki (1/0), Masaru Hashiguchi (21/0), Tetsu Yamato (2/0), Satoru Suzuki (33/3), Akira Kaji (15/0), Pintado (21/4), Takayasu Kawai (2/0), Pericles (16/0), Hwang Sun-hong (11/6), Takumi Horiike (14/0) |
| Vissel Kobe          | Ryūji Ishizue (13/0), Naoki Naitō (5/0), Megumu Yoshida (22/0), Tomas (17/1), Ryūji Kubota (20/0), Yūta Abe (30/2), Takanori Nunobe (31/2), Kim Do-hoon (33/17), Shigetoshi Hasebe (29/1), Takuya Jinno (28/2), Akihiro Nagashima (28/10), Tomoji Eguchi (22/0), Masakazu Kōda (8/0), Masamitsu Kanemoto (1/0), Mitsutoshi Watada (28/2), Keiji Kaimoto (32/4), Kazuyoshi Mikami (21/0), Kōji Yoshimura (27/1), Michael Yano (3/0), Yūsuke Satō (2/0), Yūichi Yōda (2/0), Naoto Matsuo (16/0), Nobuhiro Maeda (21/0), Bingley (10/1), Ha Seok-ju (9/2), Kentarō Hayashi (7/0) |
| Sanfrecce Hiroshima  | Hiroshi Miyazawa (21/1), Hiroshige Yanagimoto (23/0), Hiroyoshi Kuwabara (28/0), Tetsuya Itō (24/3), Mitsuaki Kojima (24/0), Crook (9/1), Vidmar (15/4), Yasuhiro Yoshida (32/2), Arnold (10/1), Goodman (10/2), Tatsuhiko Kubo (32/12), Masato Fue (1/0), Susumu Ōki (20/4), Satoshi Koga (13/0), Katsuhiro Minamoto (26/1), Iwao Yamane (11/1), Takashi Shimoda (34/0), Kōta Hattori (32/1), Popovic (25/4), Ken’ichi Uemura (17/0), Keita Kanemoto (3/0), Makoto Ōkubo (6/1), Kazuyoshi Matsunaga (8/1), Shin’ya Kawashima (3/0), Yōsuke Ikehata (4/0), Masahiro Akimoto (1/0), Toshihiro Yamaguchi (17/2), Foxe (15/3)                                                                                                |
| Avispa Fukuoka       | Hideki Tsukamoto (21/0), Hideaki Mori (18/0), Yoshinori Furube (28/0), Atsuhiro Iwai (32/1), Fernando (26/6), Takayuki Nishigaya (25/0), Masatada Ishii (1/0), Kiyotaka Ishimaru (28/2), Obiku (10/2), Pablo (5/0), Villamayor (1/0), Yūsaku Ueno (24/1), Marcos (3/0), Bozovic (8/0), Daisuke Nakaharai (15/3), Yoshiteru Yamashita (32/7), Tomoaki Sano (10/0), Chikara Fujimoto (30/6), Yoshihiro Nishida (16/1), Kentarō Sakai (21/0), Tomonori Tateishi (3/0), Yoshiyuki Shinoda (6/0), Tatsunori Hisanaga (31/0), Yūji Ōkuma (21/0), Yūji Yokoyama (18/1), Shōji Ikitsu (3/0), Dukanovic (15/1), Masaaki Furukawa (1/0), Kiyokazu Kudō (8/1)                                                                        |

## Statistik

### Erste Halbserie
Die erste Halbserie begann am 21. März 1998 und endete am 8. August 1998. Aufgrund der Fußball-Weltmeisterschaft 1998 und des J.League Cup 1998 fanden zwischen dem 9. Mai und dem 25. Juli keine Spiele statt. Die Halbserie wurde von Júbilo Iwata gewonnen.

#### Tabelle
| Pl. | Verein               | Sp | Siege | Siege | Siege | Niederlagen | Niederlagen | Niederlagen | Tore  | Diff. | Pkte |
| Pl. | Verein               | Sp | 90′   | GG    | n. E. | 90′         | GG          | n. E.       | Tore  | Diff. | Pkte |
| --- | -------------------- | -- | ----- | ----- | ----- | ----------- | ----------- | ----------- | ----- | ----- | ---- |
| 01  | Júbilo Iwata         | 17 | 13    | 0     | 0     | 04          | 0           | 0           | 52:18 | +34   | 39   |
| 02  | Shimizu S-Pulse      | 17 | 13    | 0     | 0     | 04          | 0           | 0           | 32:14 | +18   | 39   |
| 03  | Nagoya Grampus Eight | 17 | 09    | 3     | 0     | 04          | 0           | 1           | 37:21 | +16   | 33   |
| 04  | Yokohama Marinos     | 17 | 10    | 1     | 0     | 05          | 1           | 0           | 39:21 | +18   | 31   |
| 05  | Kashima Antlers      | 17 | 10    | 1     | 0     | 06          | 0           | 0           | 41:28 | +13   | 31   |
| 06  | Verdy Kawasaki       | 17 | 10    | 0     | 0     | 05          | 1           | 1           | 34:25 | +09   | 30   |
| 07  | Urawa Red Diamonds   | 17 | 08    | 1     | 2     | 05          | 1           | 0           | 30:23 | +07   | 28   |
| 08  | Yokohama Flügels     | 17 | 07    | 2     | 1     | 07          | 0           | 0           | 33:32 | +01   | 26   |
| 09  | Cerezo Osaka         | 17 | 07    | 1     | 0     | 08          | 1           | 0           | 36:47 | −11   | 23   |
| 10  | Kashiwa Reysol       | 17 | 06    | 1     | 2     | 07          | 1           | 0           | 32:35 | −03   | 22   |
| 11  | JEF United Ichihara  | 17 | 07    | 0     | 0     | 08          | 2           | 0           | 31:31 | ±0    | 21   |
| 12  | Bellmare Hiratsuka   | 17 | 05    | 2     | 1     | 08          | 1           | 0           | 27:34 | −07   | 20   |
| 13  | Sanfrecce Hiroshima  | 17 | 05    | 2     | 0     | 07          | 2           | 1           | 22:33 | −11   | 19   |
| 14  | Gamba Osaka          | 17 | 04    | 2     | 1     | 09          | 1           | 0           | 27:29 | −02   | 17   |
| 15  | Kyoto Purple Sanga   | 17 | 04    | 2     | 0     | 08          | 3           | 0           | 20:33 | −13   | 16   |
| 16  | Consadole Sapporo    | 17 | 03    | 1     | 0     | 08          | 2           | 3           | 28:44 | −16   | 11   |
| 17  | Vissel Kobe          | 17 | 03    | 0     | 0     | 13          | 1           | 0           | 20:48 | −18   | 09   |
| 18  | Avispa Fukuoka       | 17 | 02    | 0     | 1     | 10          | 2           | 2           | 22:47 | −25   | 07   |

### Zweite Halbserie
Die zweite Halbserie begann am 22. August 1998 und endete am 14. November 1998. Mit drei Punkten Vorsprung sicherten sich die Kashima Antlers die Meisterschaft.

#### Tabelle
| Pl. | Verein               | Sp | Siege | Siege | Siege | Niederlagen | Niederlagen | Niederlagen | Tore  | Diff. | Pkte |
| Pl. | Verein               | Sp | 90′   | GG    | n. E. | 90′         | GG          | n. E.       | Tore  | Diff. | Pkte |
| --- | -------------------- | -- | ----- | ----- | ----- | ----------- | ----------- | ----------- | ----- | ----- | ---- |
| 01  | Kashima Antlers      | 17 | 12    | 3     | 0     | 02          | 0           | 0           | 38:15 | +23   | 42   |
| 02  | Júbilo Iwata         | 17 | 13    | 0     | 0     | 03          | 1           | 0           | 55:21 | +34   | 39   |
| 03  | Urawa Red Diamonds   | 17 | 11    | 0     | 0     | 04          | 2           | 0           | 32:17 | +15   | 33   |
| 04  | Yokohama Marinos     | 17 | 10    | 1     | 0     | 03          | 3           | 0           | 40:27 | +13   | 31   |
| 05  | Shimizu S-Pulse      | 17 | 08    | 3     | 1     | 04          | 0           | 1           | 39:21 | +18   | 31   |
| 06  | Nagoya Grampus Eight | 17 | 09    | 1     | 1     | 05          | 1           | 0           | 34:26 | +08   | 30   |
| 07  | Yokohama Flügels     | 17 | 08    | 0     | 1     | 08          | 0           | 0           | 37:32 | +05   | 25   |
| 08  | Kashiwa Reysol       | 17 | 08    | 0     | 1     | 06          | 1           | 1           | 24:26 | −02   | 25   |
| 09  | Sanfrecce Hiroshima  | 17 | 07    | 1     | 1     | 06          | 1           | 1           | 23:19 | +04   | 24   |
| 10  | Consadole Sapporo    | 17 | 08    | 0     | 0     | 07          | 1           | 1           | 29:30 | −01   | 24   |
| 11  | Kyoto Purple Sanga   | 17 | 06    | 2     | 1     | 08          | 0           | 0           | 27:30 | −03   | 23   |
| 12  | Bellmare Hiratsuka   | 17 | 07    | 0     | 1     | 09          | 0           | 0           | 26:32 | −06   | 22   |
| 13  | Cerezo Osaka         | 17 | 07    | 0     | 0     | 09          | 0           | 1           | 20:32 | −12   | 21   |
| 14  | Vissel Kobe          | 17 | 05    | 0     | 1     | 10          | 1           | 0           | 25:41 | −16   | 16   |
| 15  | Avispa Fukuoka       | 17 | 04    | 1     | 0     | 12          | 0           | 0           | 11:38 | −27   | 14   |
| 16  | Gamba Osaka          | 17 | 03    | 2     | 0     | 11          | 0           | 1           | 20:32 | −12   | 13   |
| 17  | Verdy Kawasaki       | 17 | 03    | 0     | 0     | 12          | 1           | 1           | 13:28 | −15   | 09   |
| 18  | JEF United Ichihara  | 17 | 01    | 0     | 1     | 12          | 2           | 1           | 18:44 | −26   | 04   |

### Suntory Championship

#### Hinspiel
| Paarung  | Jubilo Iwata – Kashima Antlers                                                                |
| Ergebnis | 1:2 n. GG. (1:1, 1:0)                                                                         |
| Datum    | 21. November 1998                                                                             |
| Stadion  | Olympiastadion, Tokio                                                                         |
| Tore     | 1:0 Masashi Nakayama (7.), 1:1 Yoshiyuki Hasegawa (72.), 1:2 Ichiei Muroi (110., Golden Goal) |

#### Rückspiel
| Paarung  | Kashima Antlers – Jubilo Iwata                                       |
| Ergebnis | 2:1 (2:0)                                                            |
| Datum    | 28. November 1998                                                    |
| Stadion  | Kashima Soccer Stadium, Kashima                                      |
| Tore     | 1:0 Yutaka Akita (39.), 2:0 Bismarck (41.), 2:1 Toshiya Fujita (84.) |

### Abstiegsplayoffs
Zur Saison 1999 wurde die J.League Division 2 mit insgesamt zehn Mannschaften eingeführt. Neben acht Vereinen der Japan Football League sollte das Feld durch ein oder zwei Teilnehmer der J.League verstärkt werden. Zur Bestimmung dieser Mannschaften setzte die Liga Abstiegsplayoffs an, die von den schlechtesten vier Mannschaften der kombinierten Abschlusstabellen der Spielzeiten 1997 und 1998 bestritten werden mussten. Diese waren Avispa Fukuoka, Consadole Sapporo, JEF United Ichihara und Vissel Kōbe. Um trotzdem einem Verein aus der Japan Football League eine Aufstiegschance zu geben, war den im K.-o.-System und Hin- und Rückspiel ausgetragenen Playoffs ein einzelnes Ausscheidungsspiel zwischen dem JFL-Zweitplatzierten Kawasaki Frontale, welcher aufgrund der besseren wirtschaftlichen Gegebenheiten den Vorzug vor Meister Tokyo Gas erhielt, und Avispa Fukuoka vorgeschaltet, dessen Sieger an den Playoffs teilnahm, während die unterlegene Mannschaft in die J.League Division 2 1999 eingeordnet wurde.
Avispa Fukuoka konnte sich in einem spannenden Spiel durch ein Golden Goal von Fernando knapp mit 3:2 gegen Kawasaki Frontale durchsetzen und für die Hauptrunde qualifizieren. Hier traf das Team von der Insel Kyūshū auf JEF United Ichihara, Vissel Kōbe und Consadole Sapporo standen sich in der anderen Paarung gegenüber. Nachdem sich JEF United und Vissel relativ deutlich gegen Avispa und Consadole durchsetzen konnten und somit die Klasse hielten, war es letztlich der Aufsteiger aus dem Norden, der nach nur einem Jahr Zugehörigkeit zum Oberhaus den erneuten Weg in die Zweitklassigkeit antreten musste.

#### Vorrunde
| Paarung  | Avispa Fukuoka – Kawasaki Frontale                                                                                            |
| Ergebnis | 3:2 n. GG. (2:2, 1:1) |
| Datum    | 19. November 1998 |
| Stadion  | Hakata no Mori Football Stadium, Fukuoka                                                                                      |
| Tore     | 0:1 Akira Itō (17.), 1:1 Kiyokazu Kudō (24.), 1:2 Tuto (61.), 2:2 Yoshiteru Yamashita (89.), 3:2 Fernando (104., Golden Goal) |

Avispa Fukuoka qualifiziert für das Halbfinale, Kawasaki Frontale spielt in der J.League Division 2 1999.

#### Halbfinale
| Paarung  | Vissel Kōbe – Consadole Sapporo                                                       |
| Ergebnis | 2:1 (2:0)                                                                             |
| Datum    | 22. November 1998                                                                     |
| Stadion  | Kobe Universiade Memorial Stadium, Kōbe                                               |
| Tore     | 1:0 Akihiro Nagashima (34., Elfmeter), 2:0 Keiji Kaimoto (41.), 2:1 Shin Tanada (50.) |

| Paarung  | Consadole Sapporo – Vissel Kobe                     |
| Ergebnis | 0:2 (0:0)                                           |
| Datum    | 26. November 1998                                   |
| Stadion  | Muroran City Stadium, Muroran                       |
| Tore     | 0:1 Albert Tomàs (48.), 0:2 Mitsutoshi Watada (89.) |

Vissel Kōbe setzt sich nach Hin- und Rückspiel mit 4:1 durch und spielt in der J.League Division 1 1999.
| Paarung  | Avispa Fukuoka – JEF United Ichihara                 |
| Ergebnis | 0:2 (0:0)                                            |
| Datum    | 22. November 22, 1998                                |
| Stadion  | Hakata no Mori Football Stadium, Fukuoka             |
| Tore     | 0:1 Nobuhiro Takeda (65.), 0:2 Arnold Scholten (76.) |

| Paarung  | JEF United Ichihara – Avispa Fukuoka                                        |
| Ergebnis | 2:1 (0:0)                                                                   |
| Datum    | 26. November 1998                                                           |
| Stadion  | Ichihara Seaside Stadium, Ichihara                                          |
| Tore     | 1:0 Takayuki Suzuki (49.), 2:0 Tomoyuki Sakai (60.), 2:1 Hideaki Mori (63.) |

JEF United Ichihara setzt sich nach Hin- und Rückspiel mit 4:1 durch und spielt in der J.League Division 1 1999.

#### Finale
| Paarung  | Avispa Fukuoka – Consadole Sapporo       |
| Ergebnis | 1:0 (0:0)                                |
| Datum    | 2. Dezember 1998                         |
| Stadion  | Hakata no Mori Football Stadium, Fukuoka |
| Tore     | 1:0 Yūsaku Ueno (61.)                    |

| Paarung  | Consadole Sapporo – Avispa Fukuoka                                     |
| Ergebnis | 0:3 (0:0)                                                              |
| Datum    | 5. Dezember 1998                                                       |
| Stadion  | Muroran City Stadium, Muroran                                          |
| Tore     | 0:1 Yūsaku Ueno (52.), 0:2 Fernando (84.), 0:3 Kiyotaka Ishimaru (89.) |

Avispa Fukuoka setzt sich nach Hin- und Rückspiel mit 4:0 durch und spielt in der J.League Division 1 1999. Consadole Sapporo steigt in die J.League Division 2 1999 ab.

## Preise

### Fußballer des Jahres
- Masashi Nakayama (Júbilo Iwata)

### Beste Torschützen
| Rang | Spieler                | Verein             | Tore | Spiele |
| ---- | ---------------------- | ------------------ | ---- | ------ |
| 1    | Masashi Nakayama       | Júbilo Iwata       | 36   | 27     |
| 2    | Shōji Jō               | Yokohama Marinos   | 25   | 31     |
| 3    | Atsushi Yanagisawa     | Kashima Antlers    | 22   | 32     |
| 4    | Fernando Nicolás Oliva | Shimizu S-Pulse    | 21   | 27     |
| 4    | Jorge Dely Valdés      | Consadole Sapporo  | 21   | 31     |
| 6    | Wagner Lopes           | Bellmare Hiratsuka | 18   | 29     |
| 6    | Hiroaki Morishima      | Cerezo Osaka       | 18   | 29     |
| 8    | Toshiya Fujita         | Júbilo Iwata       | 17   | 33     |
| 8    | Kim Do-hoon            | Vissel Kobe        | 17   | 33     |
| 8    | Hiromi Kojima          | Gamba Osaka        | 17   | 34     |

### Rookie des Jahres
- Shinji Ono (Urawa Reds)

### Best XI
- Seigō Narazaki (Yokohama Flügels)
- Naoki Sōma (Kashima Antlers)
- Makoto Tanaka (Júbilo Iwata)
- Yutaka Akita (Kashima Antlers)
- Shinji Ono (Urawa Reds)
- Daisuke Oku (Júbilo Iwata)
- Toshiya Fujita (Júbilo Iwata)
- Hiroshi Nanami (Júbilo Iwata)
- Dunga (Júbilo Iwata)
- Masashi Nakayama (Júbilo Iwata)
- Atsushi Yanagisawa (Kashima Antlers)